# Aleida Núñez
Aleida Núñez (Lagos de Moreno, Jalisco, Mexikó, 1975. január 21. –) mexikói színésznő.

## Élete és pályafutása
1975. január 21-én született Lagos de Morenóban. Karrierjét 2001-ben kezdte a Salomé című telenovellában. 2006-ban Jazmín szerepét játszotta a Lety, a csúnya lányban. 2008-ban Gardeniát alakította a Mindörökké szerelem című sorozatban. 2010-ben megkapta Alfonsina szerepét az Időtlen szerelemben.

## Magánélete
2009-ben hozzáment Pablo Glogovskyhoz. 2013. április 7-én született meg kisfia, Alexander.

## Filmográfia

### Telenovellák
- Háborgó szívek (2022) – Selena Recuero (Magyar hang: Sági Tímea)
- La mexicana y el güero (2020) – Rosenda
- Por amar sin ley (2018) – Milena Téllez
- El bienamado (2017) – Gloriana
- Hasta el fin del mundo (2014–2015) - Irma Fernández Martínez
- Menekülés a szerelembe (Un refugio para el amor) (2012) - Violeta Trueba Ramos / Coral (Magyar hang: Németh Borbála)
- Időtlen szerelem (Cuando me enamoro) (2010-2011) - Alfonsina Campos
- Mindörökké szerelem (Mañana es para siempre) (2008–2009) - Gardenia Campillo
- Szerelempárlat (Destilando amor) (2007) - Valeria
- Lety, a csúnya lány (La fea más bella) (2006–2007) - Jazmín García
- A Vadmacska új élete (Contra viento y marea) (2005) - Perla
- Mariana de la noche (2003–2004)- Miguelina
- A szerelem ösvényei (Las vías del amor) (2002–2003)
- Entre el amor y el odio (2002)

### Sorozatok
- Mujeres asesinas

Epizód Cándida, esperanzada (2008) - Doris
Epizód Elvira y Mercedes, justicieras (2010) - Mercedes González